# 奇瓦
奇瓦，是西班牙巴伦西亚自治区巴伦西亚省的一个市镇。总面积179平方公里，2020年总人口15,414人，人口密度86人/平方公里。